# Sklavíni

Jedna z možných podob slovanské migrace v 5.--10. století

Sklavíni, latinsky Sclaveni, řecky Sklabenoi, bylo především byzantské označení pro slovanské kmeny, které v raném středověku podnikaly nájezdy na Balkánský poloostrov a osidlovaly ho. Nakonec se staly předky moderních jižních Slovanů. Byzantští kronikáři je striktně odlišovali od Antů (východních Slovanů) a Vendů (též Venedů, Vinidů apod.), tedy zhruba západních Slovanů, byť si byli vědomí, že jde o příbuzné skupiny. Termín byl široce užíván až do vzniku samostatných kmenových jmen v 10. století. O Sklavínech, Antech a Venedech psali zejména Prokopios z Kaisareie, Jordanes, Menander Protektor, Jan z Efezu nebo císař Maurikios ve svém Strategikonu. Přestože je sporné, zda popisovali opravdu konzistentní kmenové celky, většina historiků uznává, že jejich poznámky jsou nejcennějším (neboť prakticky jediným) písemným zdrojem o životě starých Slovanů. Francouzský historik Michel Kazanski tvrdil, že Sklavíni jsou totožní s tím, co archeologové nazvali Pražsko-korčacká kultura a Sukowsko-Dziedzická kultura. Sklavíni by v tom případě původně, před přesunem na jih Evropy, obývali Česko, Polsko a severovýchodní Německo.

## Informace o způsobu života

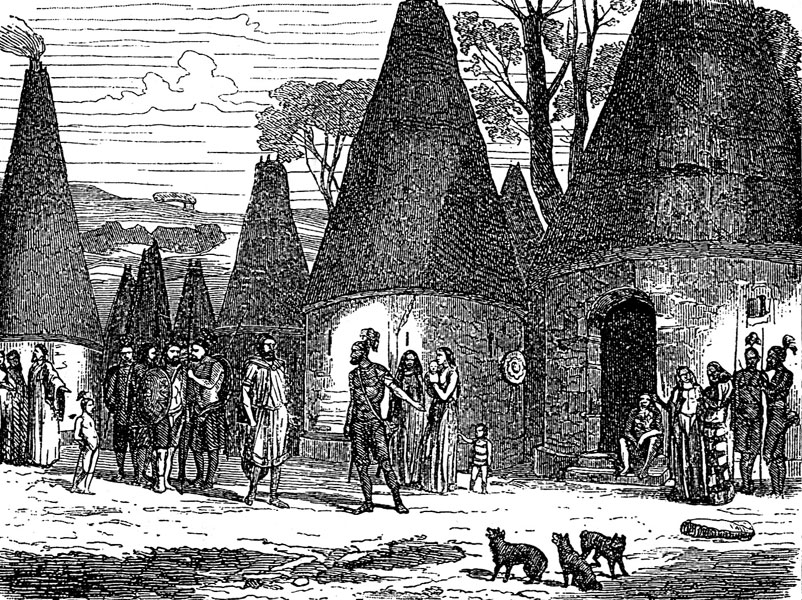
Pokus o rekonstrukci života raných Slovanů z 19. století

Maurikios uvádí, že Slované jsou velmi pohostinní lidé. Své zajatce nevězní doživotně, ale po určité době je propustí, nebo jim umožní připojit se ke komunitě. Osady budují v těžko dostupných lesích, u jezer a bažin, proto je prý těžké na ně zaútočit. Jejich osady počítají prý rovněž také s mnoha únikovými cestami. Vynikají v partyzánské válce, nejraději bojují v lese, využívají výhod terénu. Jejich zbraněmi jsou oštěpy, luky se šípy s jedovatými hroty a pevné dřevěné štíty. Vesty, v nichž chodí do boje, jsou prý lehké a příliš nechrání. Pěstují mnoho plodin, zejména proso, a mají také mnoho druhů hospodářských zvířat. Maurikios chválí jejich ochotu snášet nepohodlí, když je to nutné. Oceňuje také loajalitu vdaných žen ke svým manželům. Zdůrazňuje, že jak Antové tak Sklavíni jsou nezávislí a odmítají se nechat ovládat nebo zotročit. Žijí prý v demokracii, o veřejných záležitostech rozhodují kmenová shromáždění. Náboženství Maurikios označuje za pohanské.

## Historiografické informace

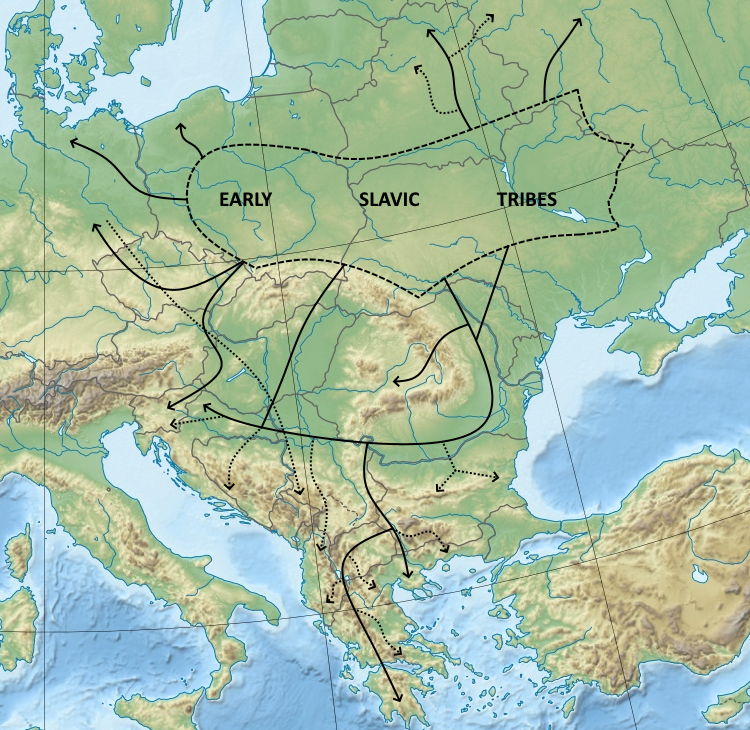
Slovanské migrace na Balkán

Prokopios uváděl, že se Byzantincům, zejména císaři Justiniánovi I., podařilo v 6. století postavit západní Sklavíny a východní Anty proti sobě. V konfliktu prý zvítězili západní Sklavíni. Mohl to být důvod, proč od 6. století, zhruba od roku 545, byzantské zdroje jako o útočnících na Balkán již mluví jen o Sklavínech, nikoli o Antech. Prokopios též tvrdí, že Římané verbovali mezi Sklavíny žoldáky pro boj s Ostrogóty. Zaznamenal též, že v létě roku 550 se Sklavíni pokusili dobýt Soluň, ale nedovolil jim to velitel Germanus, bratranec císaře Justiniána I. Poté prý Sklavíni přepadli pretoriánskou prefekturu Ilyricum a vrátili se domů s kořistí. Když dorazili do černomořské stepi Avaři, Antové s nimi prý neúspěšně bojovali, zatímco Sklavíni se s nimi spojili. Prokopios též zaznamenává jméno sklavínského náčelníka Daurentia. Jde o nejstarší písemně zaznamenanou slovanskou osobnost vůbec. V roce 578 prý velká armáda Sklavínů zpustošila Thrákii. Poté prý byli Antové podplaceni, aby zaútočili na osady Sklavínů.
Jan z Efezu v roce 581 poznamenal: „Prokletý lid Slovanů vyplenil celé Řecko, celou oblast kolem Soluně a Thrákii. Dobyl mnoho měst a hradů. Pustošil, vypaloval, drancoval a zmocnil se celé země.“ Nicméně někteří historikové soudí, že Jan intenzitu slovanských vpádů zveličil, protože chtěl zdůraznit, že Slované jsou Božím trestem za pronásledování monofyzitismu, který sám vyznával. Je však jisté, že do roku 586 Sklavíni dobyli západní Peloponés, Attiku a Epirus. V roce 586 vpadlo do Soluně až 100 000 slovanských válečníků. Poslední byzantský pokus vytlačit tyto Slovany z Balkánu proběhl v letech 591 až 605, kdy ukončení konfliktu s Persií umožnilo císaři Maurikiovi přesunout jednotky na sever. Nicméně Maurikios byl sesazen po vojenské vzpouře v roce 602 a podunajská byzantská hranice se definitivně zhroutila zhruba o 15 let později. V roce 615 za vlády Herakleia (610–641) již byl celý Balkán nazýván Sklavinie. Tedy země Sklavínů. Slovanský velitel Chacon vedl útok na Soluň, s pomocí Avarů, již si vyžádal. V roce 626 se Sásánovci, Avaři a Sklavíni spojili a neúspěšně obléhali Konstantinopol. Císař Konstans II. si prý podmanil Sklavinii v letech 657–658. Zajaté Slovany měl přemístit do Malé Asie. Justinián II. (685–695) přesídlil až 30 000 Slovanů z Thrákie do Malé Asii. Domníval se, že mu pomohou zatlačit Araby, ale většina jich k Arabům přeběhla v bitvě u Sebastopole v roce 692. Velet jim měl vojevůdce Neboulos.

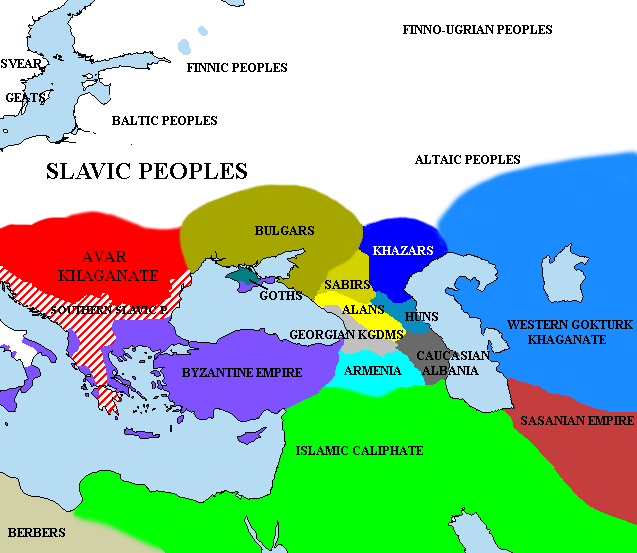
Pontská step, c. 650, ukazující raná území Chazarů, Bulharů a Avarů

V 8. století měli část Sklavínu vytlačit Protobulhaři, byť nakonec se s nimi spíše promísili, ba kulturně byli slavizováni. V roce 783 došlo v Byzantské říši k velkému slovanskému povstání, které se táhlo od Makedonie až po Peloponés, a které následně potlačil byzantský císař Staurakios (781–800). V roce 799 se slovanský archont Akameros zúčastnil spiknutí proti císařovně Ireně Athénské. V roce 626 oblehla Konstantinopol spojená armáda Avarů, Bulharů a Slovanů. Neúspěch tažení značně oslabil vliv Avarů. 
Konverze slovanských kmenů k pravoslavnému křesťanství, k níž v 8. století začalo na Balkáně docházet, znejasnila etnické hranice. Obyvatelstvo slovanské a původní (řecké) se patrně značně promíchalo. Od té doby je označení Sklavínů v literatuře poněkud vratké. Konstantin VII. v 10. století napsal, že „celá země [Peloponés] byla slavonizována“. Pozdější badatelé mluvili spíše o opaku, o "helenizaci Slovanů" v té době. O věci se vede dlouhodobě spor. Je to velké téma v diskuzích o etnogenezi moderních Řeků a jejich ne/návaznosti na Staré Řecko. Významný lingvista a indoevropeista Max Vasmer doložil 429 slovanských toponym jen na Peloponésu. Do jaké míry přítomnost toponym odráží kompaktní slovanské osídlení, není však jisté. Důležitým faktorem byla zřejmě změna byzantské strategie - Byzantinci vyšli vstříc potřebám slovanských elit a poskytli jim podněty pro jejich zařazení do byzantské správy. To otupilo slovanskou expanzivnost a "helenizovalo je". Koncem 9. století byla již většina Balkánu znovu kulturně a administrativně řecká (byzantská). Jak to bylo etnicky, je sporné. Za vlády Nikefora I. mělo ovšem docházet i k vyloženě etnickému re-helenizačnímu procesu, kdy mnoho Slovanů mělo být vysídleno a naverbováno do armády, zatímco mnoho Řeků ze Sicílie a Malé Asie bylo přivedeno zpět do vnitrozemí Řecka. Na Balkán byli tehdy přemístěni například i Arméni, aby rozředili slovanské osídlení. Protobulhaři byli v tomto mnohem méně úspěšní, a když se Byzantinci pokusili později re-helenizovat ovládnuté Bulharsko, již se jim to nepodařilo.
Konstantinův spis De Administrando Imperio je významným zdrojem i jiných informací. Konstantin zaznamenal druhou slovanskou migrační vlnu na Balkán, kterou starší zdroje nezachytily, a k níž mělo dojít již za vlády Herakleia. Právě tato vlna bývá dávána do souvislosti s etnogenezí Chorvatů a Srbů.